# Джису
Ким Джису (на корейски: 김지수; родена на 3 януари 1995 г.), известна под мононимното име Джису, е южнокорейска певица и актриса. Тя е член на южнокорейската момичешка група Блекпинк, създадена от YG Entertainment през август 2016 г. Извън музикалната си кариера, тя прави своя актьорски дебют с епизодична роля в сериала от 2015 г. Продуцентите и изиграва първата си главна роля в сериала на JTBC Кокиче (2021 – 2022), за който печели Сеулската международна драматична награда.
Джису прави своя солов музикален дебют със сингъла Me на 31 март 2023 г. Албумът дебютира на първо място в класацията за албуми на Circle с 1,03 милиона продадени копия за по-малко от два дни, превръщайки се в най-продавания албум на всички времена от солистка в Южна Корея и първата, продала над милион копия. Водещият сингъл „Flower“ е търговски успех, достигайки номер 2 в Billboard Global 200 и Circle Digital Chart и ставайки най-високо класираната песен на корейска солистка в Canadian Hot 100, NZ Singles Chart и UK Класация за сингли.